# Frederick Alfred Pile
Frederick Alfred Pile, 2nd Baronet (Dublin, 14 september 1884 – 14 november 1976) was een Britse legerofficier die in beide wereldoorlogen diende. In de Tweede Wereldoorlog was hij General Officer Commanding van de Anti-Aircraft Command.

## Biografie
Pile werd geboren in Ierland als tweede van vier kinderen. Zijn vader Thomas Devereux Pile, 1st Baronet, was in 1900 lord mayor van Dublin, zijn moeder was Caroline Maude. Pile zelf trouwde respectievelijk drie keer namelijk in 1915, 1932 en 1951. Hij studeerde in 1902 af aan de  Royal Military Academy in Woolwich. In 1904 werd hij gestationeerd bij de Royal Artillery en diende daarna enige tijd in India. 
Als een batterijcommandant van de Royal Horse Artillery nam hij deel aan terugtrekking uit Bergen (België) in augustus en september 1914. Tijdens de Eerste Wereldoorlog bekleedde Pile diverse posten: stafkapitein bij de 1st Division (1915-1916), brigademajoor bij de 40th Division (1916-1918), General Staff officer, 2nd Grade, Royal Artillery in Frankrijk (1918-1919). Hij was als brigademajoor van 1919 tot 1920 gelegerd in het Brighton and Shoreham District. Van 1922 tot 1923 was hij een student aan het Staff College in Camberley en ging in 1923 op suggestie van kolonel J.F.C. Fuller naar de Royal Tank Corps. Tijdens de Eerste Wereldoorlog werd Pile onderscheiden met het Military Cross en de Orde van Voorname Dienst (DSO).
Hij zat daarna twee jaar bij de RAF/Army Co-operation School en was daarna korte tijd bij de 501 Bataljon van de Royal Tank Corps gestationeerd. In 1927 nam hij als luitenant-kolonel het bevel over het 3de Bataljon over. Van 1928 tot 1932 was hij assistent-directeur van Mechanisatie bij de War Office waar hij verantwoordelijk was voor de ontwerp en productie de oorlogsmachines van de toekomst.
Pile volgde in 1931 zijn vader op in de baronet. Toen hij in 1932 werd bevorderd tot brigadier was het de bedoeling dat hij de post van commandant Royal Artillery bij Aldershot Command zou bekleden, maar de post zou uiteindelijk naar iemand anders gaan. In plaats daarvan kreeg hij het bevel over de  Canal Mechanized Brigade die gestationeerd was in Egypte. Twee van zijn bataljonscommandanten waren Harold Franklyn en Bernard Montgomery, beide hadden een sterk karakter waren weinig met elkaar eens, maar hadden wel respect voor elkaar. 
Na vier jaar Egypte keerde Pile in 1936 terug naar Groot-Brittannië. 
Pile werd in 1937 bevorderd tot generaal-majoor en door de minister van Oorlog Leslie Hore-Belisha benoemd tot General Officer Commanding van de 1st Anti-Aircraft Division die Londen moest beschermen.  Het was in die tijd een onpopulaire post vanwege dat de soldaten parttime in dienst waren, de eenheid zelf was onderbezet en had een tekort aan materieel. De prioriteit van Pile lag bij de training van soldaten en vervanging van het verouderd materieel door nieuwe.  
Op 28 juli 1939 werd Pile benoemd tot General Officer Commander in Chief van de Anti-Aircraft Command wat hij tot 15 april 1945 bleef. Hij bouwde tijdens deze periode een goede vriendschap op met Air Officer Commanding-in-Chief Air Chief Marshal Hugh Dowding. Hij met zijn Anti-Aircraft Command betrokken bij de Slag om Engeland. De Slag om Engeland is onder andere gewonnen door de strikte samenwerking tussen Pile en Dowding.  Tijdens de Blitz op Londen verdubbelde Pile het aantal luchtafweergeschut in Londen en zijn omgeving door het ergens anders weg te halen.  Pile was ook verantwoordelijk voor de verdediging van Londen tegen en de uitschakeling van de V-wapens (V-1 en V-2). In 1941 werd hij bevorderd tot generaal.  
Na de Tweede Wereldoorlog werd Pile benoemd tot directeur-generaal van huisvesting bij het Ministry of Works, maar werd later voorzitter van Cementation Ltd. Hij was van 1945 tot 1952 kolonel-commandant van de Royal Artillery.

## Militaire loopbaan
- Second Lieutenant: 29 juli 1904[2]
- Lieutenant: 29 juli 1907[2]
- Captain: 30 oktober 1914[2]
- Major: 26 augustus 1916[2]
- Titulair Lieutenant-Colonel: 3 juni 1919[2]
- Lieutenant-Colonel: 6 juni 1927[2]
- Colonel: 21 augustus 1928[2]
  - Anciënniteit: 3 juni 1923[2]
- Major-General: 11 februari 1937[2]
- Lieutenant-General: 28 juli 1939[2]
  - Anciënniteit: 8 juli 1938[2]
- General: 25 december 1941 (uitdiensttreding 26 november 1945)[2]

## Decoraties
- Military Cross
- Orde van Voorname Dienst (1918)
- Lid in de Orde van het Bad (1938)
- Ridder Commandeur in de Orde van het Bad (1941)
- Ridder Grootkruis in de Orde van het Bad (1945)